# 克肖 (南卡罗来纳州)
克肖（英文：Kershaw），是美国南卡罗来纳州下属的一座城市。城市类型是“Town”。其面积大约为1.86平方英里（4.81平方公里）。根据2010年美国人口普查，该市有人口1,803人，人口密度约为每平方 英里970.92人（约合每平方公里374.89人）。